# Castillo de Segura de la Sierra
El castillo de Segura de la Sierra (Provincia de Jaén, España), fue edificado sobre restos de una fortaleza previa por la Orden de Santiago, que situó en él el centro de la Encomienda de Castilla, y que llegó a ser residencia del Gran Maestre de la Orden de Santiago en el último cuarto del siglo XV.
Por un lado la delimitación geográfico-política; por otro, en el siglo XV se produce el tránsito entre la Edad Media y la Edad Moderna, fractura que ocasionó cambios de mentalidad de gran calado en la constitución de la sociedad moderna. Pero también es una frontera cultural, pues aquí es donde se encuentran y separan las culturas musulmana y cristiana.
El castillo de Segura de la Sierra ha sufrido a lo largo de la historia diversos procesos de abandono y desconsideración. Fue en los años 1960 cuando tuvo lugar una restauración que, con mayor o menor fortuna, nos ha permitido la habilitación de este edificio histórico como espacio público. A finales del siglo XX y principios del siglo XXI sufrió otro proceso de adecuación que, también, con mayor o menor acierto, nos ha llevado a reflexionar sobre la intervención museográfica.

## Torre de Entrada
La entrada principal del castillo es una torre cuya estructura, en forma de codo, está documentada del siglo XI, procedente del norte de África. Esta táctica tenía un alto valor defensivo, ya que, en realidad, son dos puertas a rebasar por el enemigo. En el siglo XV, en esta puerta, había una especie de casa con contrasuelo de buenas maderas, vigas y piedras con una cámara encima que servía de cocina y dormitorio.

## Patio de Armas
Gracias a las descripciones minuciosas contenidos en los Libros de Visitas de la Orden de Santiago se conoce como eran las instalaciones del castillo a finales de la Edad Media.
Se sabe, entre otras cosas, que el patio de armas albergaba bastantes dependencias de uso a modo de soportales, muchas veces con entresuelo, colgadizos fabricados en cal y canto, madera y teja. Los tejados de estas construcciones apuntaban hacia el aljibe, situado en el centro de la fortaleza, donde se recogía el agua de lluvia. Así se encuentra a mano derecha de la entrada, una sala portal grande, donde se guardaban escudos y lanzas de mano. Se describe una tahona y un horno en activo, donde se molía trigo y se hacía pan:

“Está en dicho portal una muela de moler e una tinaja de coger agua del aljibe e una grande hacina de lenna”.
 En otra dependencia “había dos tinajas con harina cubierta de teja e madera e su puerta buena y su con candado”.
 Se hace referencia a una fragua, destrozada en el momento de la visita.

Lo que se conoce como Adarve, el pasillo elevado que da la vuelta al patio y donde se hacía la vigilancia, estaba todo cubierto con madera y teja a dos aguas y en cada torre existían cámaras, una de ellas para “dormir velas”, y todas construidas de cal y canto. Lo que no faltaba eran pilas de leña por todas partes para combatir los fríos del invierno y para poner en funcionamiento cocinas, hornos, braseros, fragua, etc.

## Baños árabes
En plena Edad Media, siguiendo costumbres de higiene contrarias a las de la España cristiana, los musulmanes contaban con una importante red de baños públicos. Una nutrida colección de tratados andalusíes describen con todo tipo de detalles sus costumbres sobra la higiene y la moda. Entre otros cabe citar el uso de pastas dentífricas, cremas depilatorias, aceites y espumas aromáticas con esencias de almizcle, jazmín o violeta.
A diferencia de los romanos, los baños árabes eran esencialmente de vapor. Aparte de la labor higiénica que desarrollaban, cumplían también una función social, ya que servían de punto de encuentro. La existencia de un baño en el Castillo durante la fase islámica indica que la construcción estaba adaptada como residencia de un importante señor. Así lo demuestran los restos de ricos adornos encontrados en la excavación realizada por la Universidad de Jaén. Su trabajo ha servido para recrear un espacio muy complicado de definir con exactitud, dado el deterioro de los años y las intervenciones sufridas...

## Torre del Homenaje

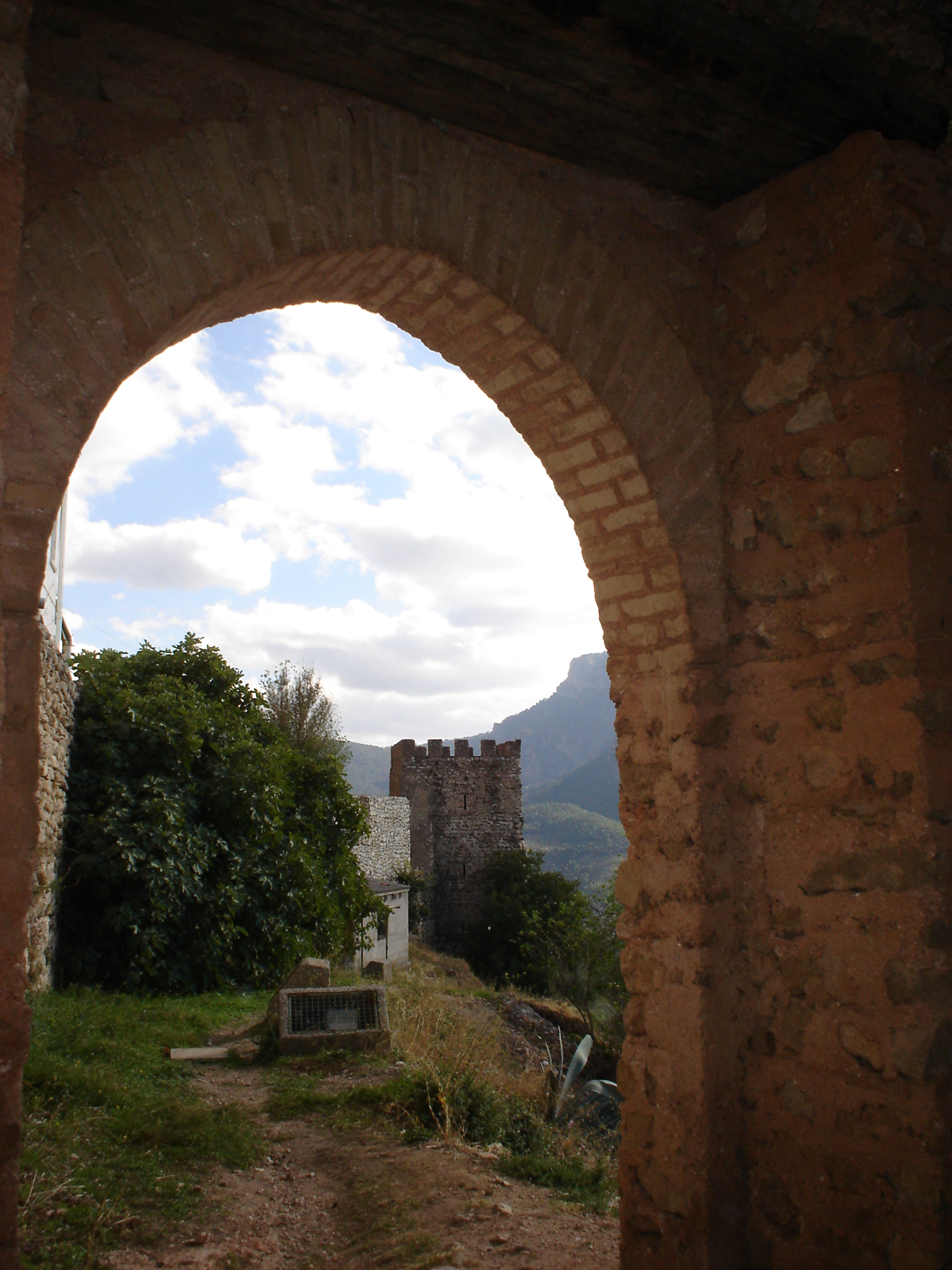
Muralla urbana de Segura de la Sierra.

La Torre del Homenaje es un edificio de gran envergadura que tenía una función altamente defensiva y otra de tipo psicológico. La fábrica es de mampostería, exceptuando los arcos de medio punto de puertas y ventanas que son de ladrillo, material con el que se hicieron los arcos y las bóvedas del interior. La torre, de 18,43 m de altura, tiene tres plantas más la terraza. La inferior con 2 naves paralelas – 10,37 por 3,50 m – comunicadas por un arco sencillo del muro medianero; se cubren las 2 naves con bóvedas de caños de ladrillo. No consta la presencia de saeteras. El grueso del muro es de 2,19 m. El exterior de la planta mide 12,21 por 13,50 m.

## Capilla
La Orden de Santiago es una institución religiosa cuyos integrantes se ocupaban también de asuntos bélicos, económicos y administrativos. Al ser religiosos, una capilla era un edificio obligatorio. La forma que tiene esa Capilla es la original, aunque sufrió una fuerte remodelación en los años 60 del siglo pasado. Está orientada hacia oriente. es de nave única, rectangular, con ábside semicircular. La pared interior está decorada con lóbulos mediante adosamiento de ladrillo. El ábside y el tipo de cubierta, que debió ser de madera, son elementos distintivos para considerar su construcción como mudéjar y fechar el edificio en el siglo XIII.

## Aljibe
La ubicación física del castillo hacía prácticamente inexpugnable su toma mediante las técnicas de asalto medievales. Por este motivo, el sitio, y la consiguiente capitulación por hambre y sed, se convertía en la estrategia principal de las fuerzas atacantes a la hora de tomar la fortaleza. En este contexto, los aljibes, destinados a recoger y almacenar agua de lluvia, se convertirían en elementos arquitectónicos de vital importancia a la hora de contrarrestar el asedio de las fuerzas atacantes, ya que permitían disponer de agua incluso en aquellas situaciones en las que el enemigo cortara el suministro habitual procedente de las fuentes existentes en el exterior del castillo.
Mandado construir por los caballeros de la Orden de Santiago, sus muros exteriores estaban edificados con mampostería regular. Su interior, perfectamente revestido y encalado, era totalmente impenetrable. De esta manera, no solamente se impedía la filtración, y la consiguiente pérdida del agua de lluvia almacenada, sino que también se favorecía la conservación del agua durante más tiempo. La cubierta, posiblemente abovedada, estaba formada por hiladas de tejas intercaladas regularmente.
Francisco de León (1468), comisionado por la Orden de Santiago para inspeccionar las fortalezas de Murcia, nos hace la siguiente descripción:

[...] e tiene en el tres torres muy buenas y un cubo e buen aposentamiento en la fortaleza y tiene el muro muy ancho de fortaleza y todos los más tejados de ella acolgadizos, que van las aguas a un buen aljibe que está en el patio de la fortaleza [...].

## Refectorio
Este edificio debió estar dedicado posiblemente a refectorio o comedor. Presenta una construcción anómala debido al mal ajuste del conjunto de la sala con las dos torres (la de la entrada y la del ángulo noroeste), especialmente con el acceso a la segunda sala, ya que el arco de la misma queda por encima del ápice de los arcos de la sala. La saetera abierta en la sala quedaría igualmente por encima del techo de la sala. es muy probable por ello que el techo original fuera más alto. La estructura actual puede ser obra realizada en el contexto de la Guerra de la Independencia (1808-1814), reacondicionado el lugar, quizá, como polvorín.

## Adarves
El Adarve también es conocido como el Camino de Ronda. recorre el perímetro del castillo, excepto la Torre del Homenaje, reforzando así el carácter defensivo de ésta. En caso de ataque era el lugar en el que se parapetaban los defensores.
Desde los adarves se pueden contemplar todos los accesos al valle y a la villa. No obstante existen otras torres de vigilancia para controlar los diferentes de la Sierra de Segura.